# Museum für Kirchengeschichte
Das Museum für Kirchengeschichte (englisch  Church History Museum) ist das prominenteste Museum, welches von der Kirche Jesu Christi der Heiligen der Letzten Tage betrieben wird. Das Museum steht in Salt Lake City in Utah und befindet sich gegenüber dem Westtor des Temple Square. Es hieß bis November 2008 Museum für Kirchengeschichte und Kunst.

## Programme und Besonderheiten
Das Museum besitzt Sammlungen von Kunst, Artefakten, Dokumenten, Fotos, Werkzeugen, Kleidung und Möbeln aus der Geschichte der Kirche Jesu Christi der Heiligen der Letzten Tage.

### Internationaler Kunstwettbewerb
Das Museum initiiert alle drei Jahre einen internationalen Kunstwettbewerb. Dabei geht es um Themen der Kirche und des Evangeliums. Die Medien für diese Wettbewerbe werden dann im Museum ausgestellt. Mormonische und mit der Kirche verbundene Künstler tragen die Medien bei.

### Freiwillige Mitarbeiter
Außer den Restauratoren und der Verwaltung besteht die Arbeiterschaft im Museum nur aus freiwilligen Mitarbeitern. Sie dienen abwechselnd und müssen ein 16-wöchiges Training absolvieren, bevor sie Führungen durch das Museum leiten.

### Laden
Das Museum besitzt einen Laden. Dort werden über 200 Nachbildungen der Werke von berühmten mormonischen Künstlern verkauft. Der Laden verkauft auch historische Spielsachen, Literatur, Statuen und nachgemachte Kleidung der mormonischen Pioniere.

## Geschichte
Eine wichtige Gründungspersönlichkeit des Museums war Florence S. Jacobsen. Sie war Restauratorin und Präsidentin der Organisation der jungen Frauen in der Kirche. Das Museum wurde am 4. April 1984 geweiht und eröffnet.
Das Museum ist an sechs Tagen in der Woche geöffnet. Der Eintritt ist frei. Der Laden ist am Sonntag geschlossen.